# Theridion tinctorium
Theridion tinctorium är en spindelart som beskrevs av Eugen von Keyserling 1891. Theridion tinctorium ingår i släktet Theridion och familjen klotspindlar. Inga underarter finns listade i Catalogue of Life.